# Otto Dimroth

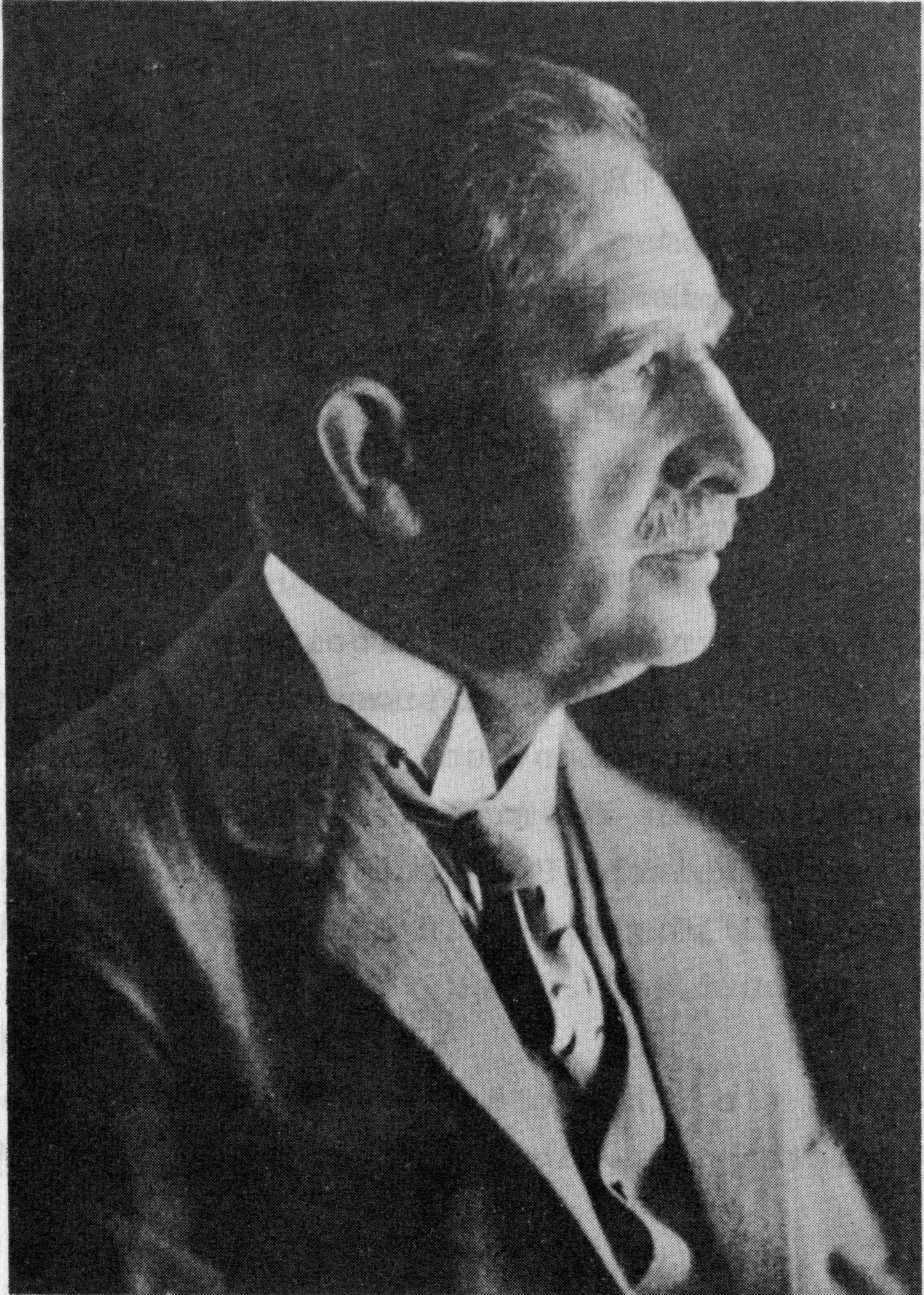
Otto Dimroth, 1935

Otto Dimroth (* 28. März 1872 in Bayreuth; † 16. Mai 1940 in Aschaffenburg) war ein deutscher Chemiker und Hochschullehrer.

## Leben

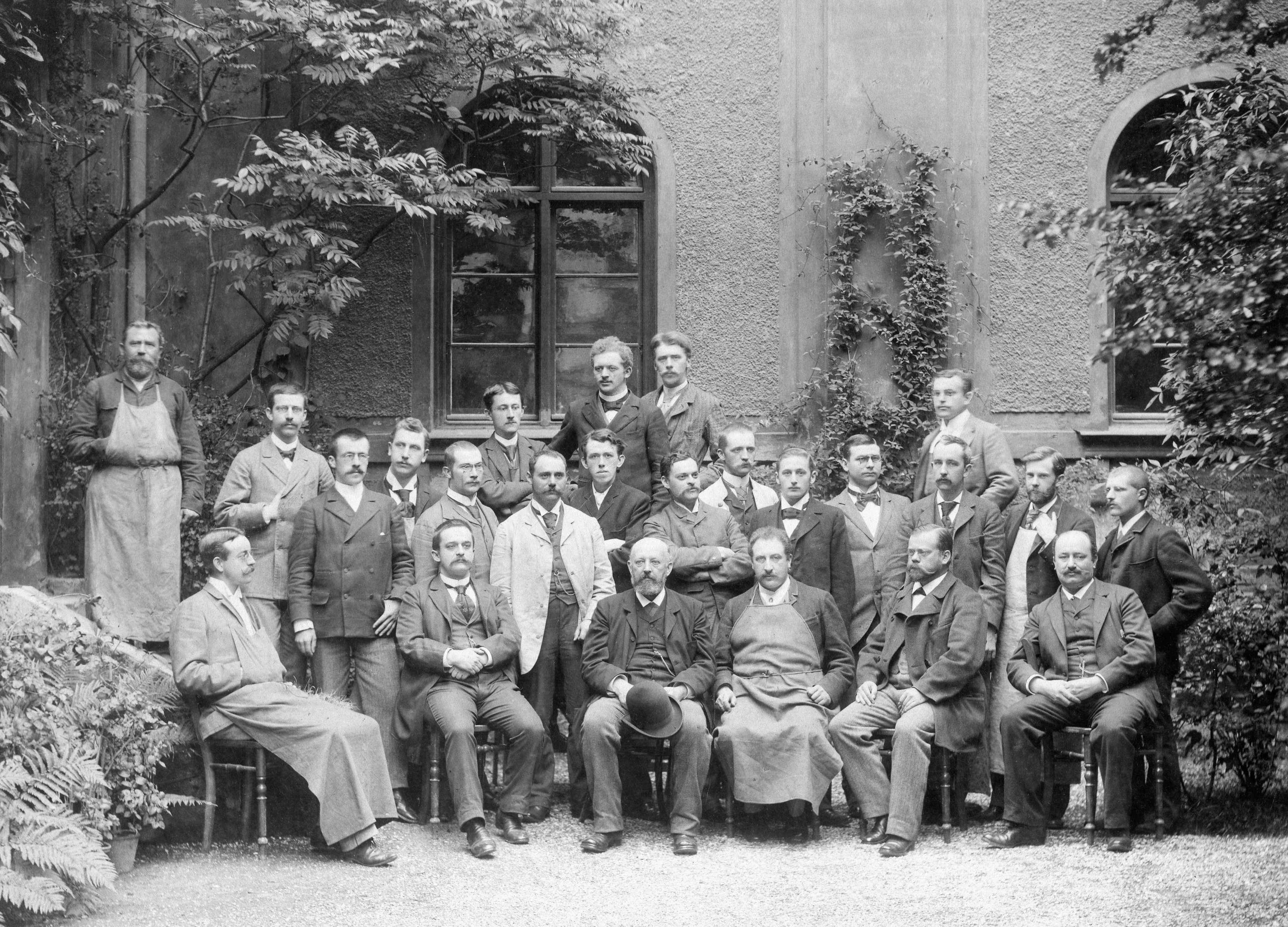
Otto Dimroth an der LMU München 1893

Nach seiner Schulzeit studierte er in München und Straßburg. Seit dem Wintersemester 1890/91 war er Mitglied der Studentenverbindung Akademischer Gesangverein München im SV. 1895 promovierte er bei Johannes Thiele an der LMU München mit einer Arbeit über Versuche mit o- und p-Nitrobenzylchlorid. Anschließend arbeitete er 1895–1897 als Chemiker im Werk Elberfeld der Bayer AG, bevor er 1897 als Assistent bei Adolf von Baeyer wieder an die LMU München zurückkehrte.
Im Jahr 1898 wechselte er auf eine Habilitationsstelle bei Hans von Pechmann in Tübingen und habilitierte sich 1900 mit einer Arbeit Über direkte Einführung von Quecksilber in aromatische Verbindungen. 1904 wurde er außerplanmäßiger Professor in Tübingen, da von Pechmann 1902 unerwartet verstorben war.
1905 nahm er den Ruf auf ein Extraordinariat nach München an. Während seiner Münchner Zeit heiratete er Aloysia Bayer, seine erste Ehefrau. Aus dieser Ehe gingen vier Kinder hervor. Sein 1910 in Bad Tölz geborener Sohn Karl Dimroth wurde ebenfalls Chemiker und Hochschullehrer.
1910 bemühte er sich vergeblich um die Nachfolge auf das Ordinariat von Julius Tafel am Chemischen Institut in Würzburg, der aus gesundheitlichen Gründen zurücktreten musste. Man bevorzugte zu diesem Zeitpunkt den Nobelpreisträger Eduard Buchner. 1913 übernahm er stattdessen die Leitung des Chemischen Instituts in Greifswald als Nachfolger von Karl von Auwers.
1918 wurde er als Nachfolger des im Kriege gefallenen E. Buchner nach Würzburg berufen und blieb bis zu seiner Emeritierung 1937. Seit 1929 war er korrespondierendes Mitglied der Bayerischen Akademie der Wissenschaften.
Nach seiner Habilitation wandte er sich Heterocyclen-Synthesen zu (z. B. Dimroth-Umlagerung), ab 1910 beschäftigte er sich mit Aufklärung und Synthese von Naturfarbstoffen. Später erweiterte er sein Forschungsgebiet auf physikalisch-chemische Problemstellungen.
Der allgemein bekannte Dimroth-Kühler entstammte seiner Experimentalerfahrung ebenso wie der semesterweise überlieferte Spruch, dass „die sorgfältige Messung eines Schmelzpunktes eine Zigarre dauere“.

## Vorgänger an den chemischen Instituten in Würzburg

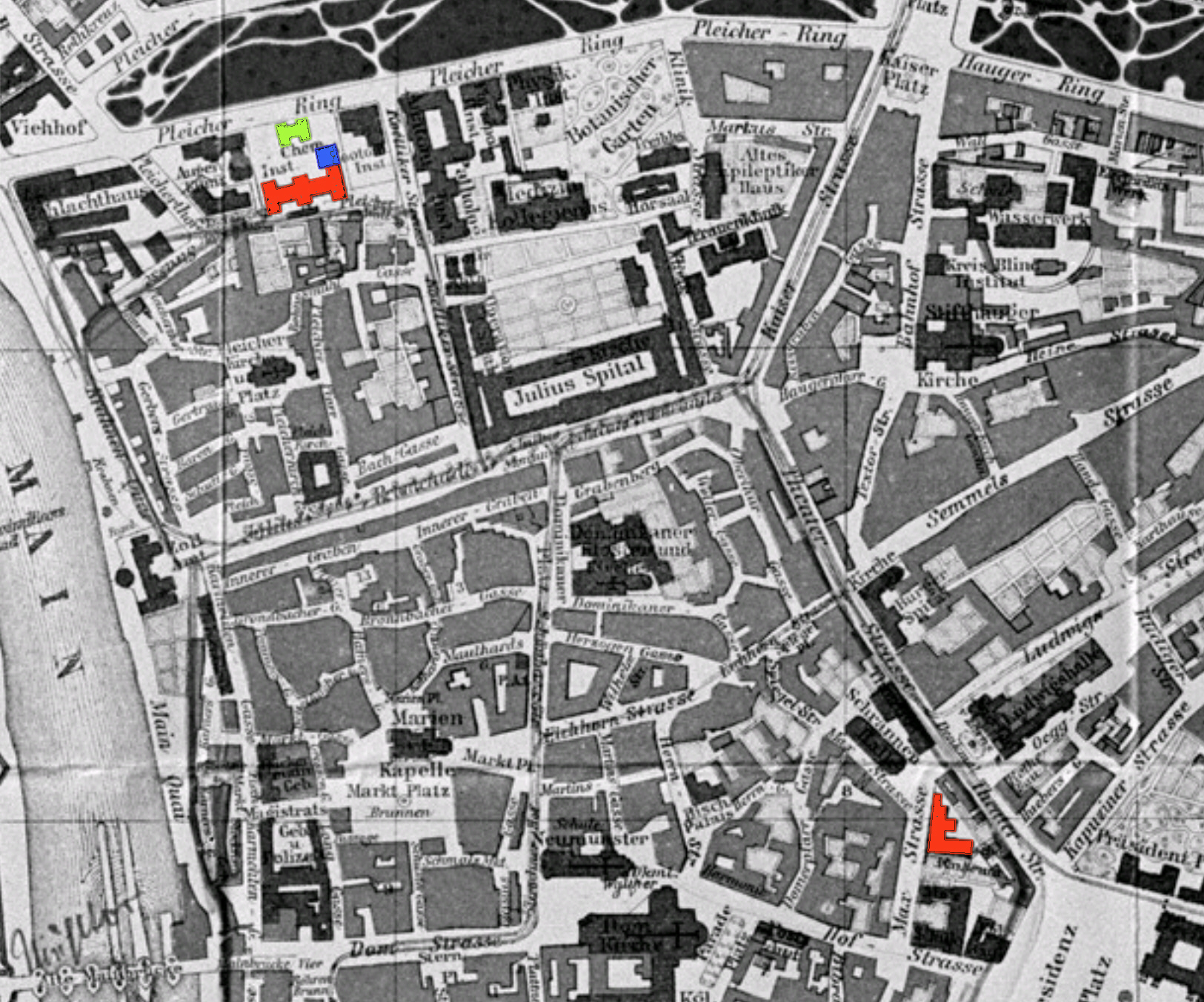

- Johann Joseph von Scherer (1842–1869†; Juliusspital, ab 1867 neues Chemisches Institut in der Maxstr. 4)
- Adolph Strecker (1869–1871†; Chem. Institut in der Maxstr. 4)
- Johannes Wislicenus (1872–1885; Chem. Institut in der Maxstr. 4)
- Emil Fischer (1885–1892; Chem. Institut in der Maxstr. 4)
- Arthur Hantzsch (1893–1903; Chem. Institut in der Maxstr. 4, ab 1896 neues Chem. Inst. am Pleicher Ring 11)
- Julius Tafel (1903–1910; Chem. Institut am Röntgenring 11 (ab 1909 umbenannter Straßenname))
- Eduard Buchner (1911–1917†; Chem. Institut am Röntgenring 11)